# Diccionario Akal de la homofobia
El Diccionario Akal de la homofobia es una obra colectiva escrita por expertos universitarios y especialistas en el estudio de la homofobia, dirigida por Louis-Georges Tin, aparecida en el francés original en 2003 en la editorial Presses universitaires de France, con un prefacio de Bertrand Delanoë. La traducción al español fue editada por Akal en 2012. Este diccionario enciclopédico busca estudiar y explicar la homofobia.
Una cita de Guy Hocquenghem abre la introducción:

Ce qui pose problème n'est pas le désir homosexuel, c'est la peur de l'homosexualité ; il faut expliquer pourquoi le mot seul déclenche les fuites et les haines.
Lo que produce un problema no es el deseo homosexual, es el miedo a la homosexualidad; hay que explicar por qué solo la palabra ya desencadena las huidas y el odio.

## Motivos y expresiones homófobas
La obra lista diversos conceptos homófobos e ideas asociadas a la homosexualidad por la homofobia, como el anormal, el comunitarismo, lo antinatural, la decadencia, la degeneracion, el gueto, el orden simbólico, la esterilidad, la traición, el vicio, etc.
Hay entradas dedicadas específicamente a la bifobia, la lesbofobia, la transfobia y la heterofobia.

## Áreas de estudio
Las actitudes hacia la homosexualidad se estudian desde diversas disciplinas, como la Antropología, el Derecho, la Genética, la Historia, la Medicina, el psicoanálisis o la Teología. 
Las actitudes hacia la homosexualidad también son estudiadas en las artes —tebeo, danza, literatura, música—, el deporte, el humor, la publicidad y los medios de comunicación. Otras áreas como el ejército, la escuela, el mundo del trabajo o la política, tienen una entrada específica.

## Geografía de la homofobia
El diccionario para revista a las diferentes partes del mundo —África austral, África Occidental, América del Norte, América Latina, Sudeste Asiático, los Balcanes, Europa Oriental, Europa del norte, Magreb, Oceanía, Oriente Próximo— y varios países, como Inglaterra, China, Corea, España, Francia, India, Italia, Japón, Portugal o Rusia. Estas entradas resumen la situación de los homosexuales y la violencia y discriminaciones a las que se ven sometidos, tanto desde el punto de vista histórico como contemporáneo.

## Historia y derechos de los homosexuales
Incluye entradas sobre los regímenes políticos y las instituciones homófobas en la historia: el estalinismo, los gulag, el fascismo, la extrema derecha, etc.
También trata temas ligados a la historia de los homosexuales a sus derechos: el matrimonio igualitario, la homoparentalidad, el sida, etc.

## Personalidades
Algunas entradas están dedicadas a personalidades históricas víctimas de rechazo por su orientación sexual, como Reinaldo Arenas, Astolphe de Custine, Violette Leduc, Pier Paolo Pasolini, Radclyffe Hall, Matthew Shepard, Alan Turing, Oscar Wilde.
Otras personalidades aparecen por su papel específico en la persecución de los homosexuales: Heinrich Himmler, Joseph McCarthy, J. Edgar Hoover o el mariscal Pétain. Otras describen el combate contra los derechos de los homosexuales de personalidades tales como Anita Bryant, Christine Boutin o Juan Pablo II.

## Traducción
La obra ha sido traducida al inglés con el título The Dictionary of Homophobia: A Global History of Gay & Lesbian Experience, por Arsenal Pulp Press en 2008.